# Walī
Walī (arabisch ولي, DMG walī, Plural أولياء / auliyāʾ) bedeutet im Islam Vormund, Verbündeter, Freund Gottes, Helfer, Beschützer und Heiliger. Der Begriff hat verschiedene Bedeutungsnuancen. Im Koran-Vers Sure 5:51 steht auliyāʾ für Freunde und Vertraute. Ein Walī ist aber auch jemand, dem Gott nahe ist und der selbst Gott nahe ist.
Der Begriff ist nicht zu verwechseln mit dem Wālī (والي), dem Gouverneur einer Wilaya oder Vilayet (türk.). Im Osmanischen Reich war der Wali (türkisch: Vali) ein Herrscher, Gouverneur eines Vilayets. Er hatte damit im Osmanischen Reich den Rang eines Paschas, der einem General in der Armee gleichgestellt ist. Der hier gegenständliche Begriff wird im Türkischen Veli geschrieben und bedeutet auch Erziehungsberechtigter. Oft wird im Türkischen auch in singularischer Bedeutung die arabische Pluralform Evliya (z. B. Evliya Çelebi) verwendet. In der Zusammensetzung Veliaht ist es die Bezeichnung für einen Thronfolger.

## Walī als Gottesfreund
In der sufischen Tradition steht der Begriff walī häufig verkürzt für die Zusammensetzung walī Allāh ‚Gottesfreund‘. Der Gottesfreund nach sufischem Verständnis ist ein Mittler und Bindeglied zu Gott. Er steht im Schatten des Propheten und kann als Heiliger Wunder (karāmat) vollbringen, wenn er dies im Gefolge des Propheten tut. Die Funktion als Mittler und Beschützer fasst Abu l-ʿAbbās Aḥmad ibn ʿAṭāʾ († 921/22 oder 923/24) für den Gläubigen einschränkend zusammen: „Wenn du nicht wagst, dich an Gott festzuhalten, dann halte dich am Rockschoß seiner Freunde fest!“
Mehrere Koranverse sollen die Existenz der "Freunde Gottes" (auliyāʾ Allāh) als einer eigenen Klasse von Menschen, die über den anderen stehen, beweisen. Am bekanntesten sind die Suren 10:62/63, in denen es heißt: „Die Freunde Allahs brauchen doch (wegen des Gerichts) keine Angst zu haben, und sie werden (nach der Abrechnung am jüngsten Tag) nicht traurig sein, (sie) die (ihr Leben lang) geglaubt haben und gottesfürchtig waren.“ (Paret)
Nach verbreiteter Vorstellung bilden die Gottesfreunde zusammengenommen ein festgefügtes System hierarchisch geordneter Ränge. Innerhalb dieser Heiligenhierarchie nimmt Chidr eine herausragende Position ein. In mehreren sufischen Texten wird er als der „Vorsteher der Gottesfreunde“ (naqīb al-auliyāʾ) bezeichnet.
Einige Sufis wie Ahmad at-Tidschānī nahmen für sich in Anspruch, "Siegel der Gottesfreunde" (ḫatm al-auliyāʾ) zu sein, so wie Mohammed das "Siegel der Propheten" (ḫātim an-nabīyīn) gewesen war.

## Bedeutung im schiitischen Islam
Basierend auf des Propheten Mohammed umstrittenem Ausspruch "Wessen Wali ich bin, dessen Wali wird nach mir Ali sein" bezeichnen Schiitische Muslime zudem den Imam ʿAlī ibn Abī Tālib als Wali Allahs, in diesem Sinne aber eher als einen "heiligen" Freund oder Vertrauten Gottes, und fügen den Satz "wa Ali Wali Allah" gar dem zentralen Glaubensbekenntnis der Schahada hinzu, was sie von den dies grundsätzlich ablehnenden Sunniten wesentlich unterscheidet. 
Die Anhänger der ersten Safawiden wiederum ergänzten stattdessen "Ismail vali Allah".

## Rolle als Heiratsvormund
Für eine Heirat nach islamischem Recht (Ausnahme, die hanafitische Rechtsschule) ist der Frau zwingend ein Wali als Heiratsvormund vorgeschrieben. Normalerweise ist der Vater der Wali; ist das nicht möglich, ein anderer naher Verwandter aus der Familie des Vaters. 
Eine Ausnahme bildet lediglich in bestimmten Fällen die Wiederverheiratung von Frauen, die bereits geschieden oder verwitwet sind. Der Ehevertrag wird zwischen Bräutigam und Wali geschlossen.
Im klassischen islamischen Recht können Vater und Großvater väterlicherseits als Wali mudschbir die jungfräuliche Frau auch gegen ihren ausdrücklichen Willen in die Ehe mit einem Muslim zwingen.
Der Wali hat außerdem die Aufgabe, den Ehevertrag auszuhandeln, ebenso den Brautpreis und Morgengabe.
Siehe auch: Zwangsheirat